# Mrozy Południowe
Mrozy Południowe – dawniej kolonia w Polsce, później do 1986 część wsi Mrozy, od 2014 w granicach miasta Mrozy w województwie mazowieckim, w powiecie mińskim, w gminie Mrozy.
Leżą w południowej części Mrozów, po południowej stronie linii kolejowej, która kompletnie odcina je od zasadniczej części Mrozów (tylko jeden przejazd nad torowiskiem  w granicach miasta). Powstały na wzór koncepcji miasta ogrodu w latach trzydziestych XX wieku jako Mrozy Południowe–Parcele w wyniku parcelacji zadłużonego majątku Bronisława Szweycera.
Do 1954 w gminie Kuflew w powiecie mińskim w woj. warszawskim, jako część gromady (sołectwa) Wola Rafałowska. W związku z reorganizacją administracji wiejskiej jesienią 1954 Mrozy Południowe odłączono od Woli Rafałowskiej i włączono do nowej gromady Mrozy.
Od 1 stycznia 1973 Mrozy Południowe stanowiły jedno z 27 sołectw nowo utworzonej gminy Mrozy (powiat miński, województwo warszawskie). W latach 1975–1986 miejscowość należała administracyjnie do województwa siedleckiego.
Mrozy Południowe jako część Mrozów istniały do 1986 roku. Nazwę zniesiono 1 kwietnia 1986